# صالح الجاسر
المهندس صالح بن ناصر الجاسر وزير النقل السعودي منذ 23 أكتوبر 2019. ورئيس مجلس إدارة الخطوط السعودية ورئيس مجلس إدارة الشركة السعودية للخطوط الحديدية (سار).

## المؤهلات العلمية
- شهادة البكالوريوس في الهندسة الصناعية من جامعة الملك عبد العزيز.
- شهادة الماجستير في إدارة الأعمال من جامعة الملك سعود.
- الزمالة في الائتمان المصرفي والتدريب المكثف لمدة عام في بنك تشيس مانهاتن في نيويورك.[3] والذي يمثل العمود الفقري لبرامج تدريب المدراء التنفيذيين الشباب في ذلك البنك، وهو معروف على نطاق واسع كأفضل برامج التدريب المالي في وول ستريت.

## الدورات التدريبية
تلقى الجاسر العديد من الدورات التدريبية المحلية والعالمية كان أهمها:
- برنامج التدريب الداخلي الائتماني لصندوق التنمية الصناعية السعودي.
- برنامج تدريب المصرفيين لبنك لويدز في المملكة المتحدة.

كما اجتاز العديد من الدورات التدريبية المتميزة في الإدارة المتقدمة بجامعة هارفرد بالولايات المتحدة الأميركية ومعهد انسياد بفرنسا، وجامعة أكسفورد ببريطانيا.

## الخبرات والمناصب
يتمتع الجاسر بخبرة تمتد لثلاثين عاما في مجال إدارة الأعمال والنقل البحري البري والجوي، مع تجربة ثرية في منشآت القطاعين الخاص والعام، مما أكسبه الخبرة اللازمة في إدارة العديد من الشركات المساهمة.
- رئيس مجلس إدارة الهيئة العامة للطيران المدني.
- رئيس مجلس إدارة لهيئة العامة للنقل.
- رئيس مجلس إدارة لهيئة العامة للموانئ.
- رئيس مجلس إدارة الشركة السعودية للخطوط الحديدية (سار).
- رئيس مجلس إدارة الخطوط الجوية العربية السعودية.
- 2014 - مديراً عاماً للمؤسسة العامة للخطوط الجوية العربية السعودية.[3]
- 2010 - 2014 - رئيس تنفيذي للشركة الوطنية السعودية للنقل البحري “البحري”.[5]
- 2003 - 2010 - مديراً عاماً تنفيذياً لقطاع «لكزس» التابعة لشركة عبداللطيف جميل في المملكة.[6]
- 2000 - المدير العام للشئون الإعلامية وبرامج التسويق في شركة الاتصالات السعودية.[6]

كما تقلد قبل ذلك مناصب قيادية عدة في مؤسسات حيوية، منها صندوق التنمية الصناعية السعودي كمدير مشاريع.

## العضويات
يملك م.الجاسر العديد من العضويات في عدد من مجالس الإدارات لبعض الشركات، منها:
- عضو الاتحاد العربي السعودي لكرة القدم.
- عضو في شركة الطيران المدني السعودي القابضة.
- عضو في شركة اتحاد اتصالات موبايلي، حتى يوليو 2014.[7]
- عضو في المجموعة السعودية للأبحاث والتسويق، حتى يوليو 2014.[8]
- عضو في مؤسسة البريد السعودي.
- عضو في منظمة المدراء التنفيذيين الشباب (YPO).
- عضو مجلس إدارة في الشركة الوطنية السعودية للنقل البحري.
- عضو في منظمة القيادات العربية الشابة (YAL).[5]

## الأوسمة والتكريمات
- منحه الملك سلمان بن عبد العزيز آل سعود وشاح الملك عبد العزيز من الطبقة الثانية في 6 أبريل 2021.[9]